# Campeonato Gaúcho de Futebol de 1961 - Torneio da Morte
O Torneio da Morte do Campeonato Gaúcho de Futebol de 1961 foi a primeira edição do torneio, que nesta edição contou com quatro clubes. Começou em 2 de Fevereiro de 1962 e terminou em 25 de março do mesmo ano. Brasil e São José conseguiram a vaga para a Divisão de honra de 1962.

## Participantes
| Equipe       | Cidade       | Classificação           | Part |
| ------------ | ------------ | ----------------------- | ---- |
| Atlântico    | Erechim      | 2º da Divisão de Acesso | 1ª   |
| Brasil       | Pelotas      | 1º da Divisão de Acesso | 1ª   |
| Riograndense | Rio Grande   | 12º da Divisão Especial | 1ª   |
| São José     | Porto Alegre | 11º da Divisão Especial | 1ª   |

## Torneio
| Torneio da Morte | Torneio da Morte  | Torneio da Morte | Torneio da Morte | Torneio da Morte | Torneio da Morte | Torneio da Morte | Torneio da Morte | Torneio da Morte | Torneio da Morte | Torneio da Morte |
| Pos              | Times             | Pts              | J                | V                | E                | D                | GP               | GC               | SG               | %                |
| ---------------- | ----------------- | ---------------- | ---------------- | ---------------- | ---------------- | ---------------- | ---------------- | ---------------- | ---------------- | ---------------- |
| 1                | Brasil de Pelotas | 8                | 6                | 2                | 4                | 0                | 9                | 7                | +2               | 67               |
| 2                | Riograndense      | 7                | 6                | 3                | 1                | 2                | 9                | 7                | +2               | 57               |
| 2                | São José-RS       | 7                | 6                | 3                | 1                | 2                | 10               | 8                | +2               | 57               |
| 4                | Atlântico         | 2                | 6                | 0                | 2                | 4                | 4                | 10               | -6               | 17               |

|  |                          |
|  | Divisão Especial de 1962 |
|  | Partida desempate        |

| Atlântico         |       | 0 – 0 | 0 – 1 | 1 – 3 |
| Brasil de Pelotas | 2 – 2 |       | 3 – 2 | 1 – 1 |
| Riograndense      | 2 – 0 | 1 – 1 |       | 2 – 0 |
| São José-RS       | 2 – 1 | 1 – 2 | 3 – 1 |       |

|  |                      |
|  | Vitória do Mandante  |
|  | Empate               |
|  | Vitória do Visitante |

### 1ª Rodada
| 4 de Fevereiro de 1962 | São José-RS                            | 3 – 1 | Riograndense | Porto Alegre                                 |  |
|                        | Alteu 15' · Alexandre 31' · Miguel 38' | [ 1 ] | Gol marcado  | Renda: R$ Cr$ 73 mil Árbitro: Agomar Martins |  |

| 4 de Fevereiro de 1962 | Brasil de Pelotas | 2 – 2 | Atlântico       | Pelotas                                          |  |
|                        | Toquinho · Edi    | [ 1 ] | Tomasi · Doraci | Renda: R$ Cr$ 258 mil Árbitro: Fortunato Tonelli |  |

### 2ª Rodada
| 11 de Fevereiro de 1962 | Brasil de Pelotas | 1 – 1 | São José-RS | Pelotas                                          |  |
|                         | Toquinho 34'      | [ 2 ] | 78' Alteu   | Renda: R$ Cr$ 254 mil Árbitro: Fortunato Tonelli |  |

| 11 de Fevereiro de 1962 | Riograndense            | 2 – 0 | Atlântico | Rio Grande                                    |  |
|                         | Betinho 15' · Bangu 29' | [ 2 ] |           | Renda: R$ Cr$ 138 mil Árbitro: Agomar Martins |  |

### 3ª Rodada
| 18 de Fevereiro de 1962 | Riograndense | 1 – 1 | Brasil de Pelotas | Rio Grande                                    |  |
|                         | Betinho 79'  | [ 3 ] | 2' Birinha        | Renda: R$ Cr$ 239 mil Árbitro: Agomar Martins |  |

| 18 de Fevereiro de 1962 | São José-RS         | 2 – 1 | Atlântico | Porto Alegre                                    |  |
|                         | Almir 7' · Leal 65' | [ 3 ] | 49' Iméro | Renda: R$ Cr$ 95 mil Árbitro: Fortunato Tonelli |  |

### 4ª Rodada
| 25 de Fevereiro de 1962 | Atlântico | 0 – 0 | Brasil de Pelotas | Erechim                    |  |
|                         |           | [ 4 ] |                   | Árbitro: Fortunato Tonelli |  |

| 25 de Fevereiro de 1962 | Riograndense     | 2 – 0 | São José-RS | Rio Grande                                    |  |
|                         | Betinho · Oribes | [ 4 ] |             | Renda: R$ Cr$ 238 mil Árbitro: Agomar Martins |  |

### 5ª Rodada
| 4 de Março de 1962 | São José-RS | 1 – 2 | Brasil de Pelotas         | Porto Alegre               |  |
|                    | Gol marcado | [ 5 ] | Gol marcado · Gol marcado | Árbitro: Fortunato Tonelli |  |

| 4 de Março de 1962 | Atlântico | 0 – 1 | Riograndense | Erechim                          |  |
|                    |           | [ 5 ] | Gol marcado  | Árbitro: Aparício Vianna e Silva |  |

### 6ª Rodada
| 11 de Março de 1962 | Brasil de Pelotas              | 3 – 2 | Riograndense            | Pelotas                                          |  |
|                     | Toquinho 16' · Spilman 70' 88' | [ 7 ] | 43' Betinho · 79' Bangu | Renda: R$ Cr$ 625 mil Árbitro: Fortunato Tonelli |  |

| 11 de Março de 1962 | Atlântico  | 1 – 3 | São José-RS                            | Erechim                                      |  |
|                     | Doroci 28' | [ 7 ] | 15' Adair · 58' Sebastião · 60' Miguel | Renda: R$ Cr$ 93 mil Árbitro: Agomar Martins |  |

## Desempate
| 18 de Março de 1962 | Riograndense | 1 – 1 | São José-RS   | Rio Grande                                    |  |
|                     | Bangu 28'    | [ 8 ] | 13' Alexandre | Renda: R$ Cr$ 375 mil Árbitro: Agomar Martins |  |

| 25 de Março de 1962 | São José-RS   | 1 – 0 | Riograndense | Porto Alegre                                  |  |
|                     | Sebastião 23' | [ 9 ] |              | Renda: R$ Cr$ 346 mil Árbitro: Agomar Martins |  |